# Dorcatomiella
Dorcatomiella is een monotypisch geslacht van kevers uit de familie van de klopkevers (Anobiidae).

## Soort
- Dorcatomiella sericeovariegata Blair, 1935